# نحن سنكتب علاقتنا
Rishta Likhenge Hum Naya أو «نحن سنكتب علاقتنا» هو مسلسل هندي يعرض حالياً على Sony entertainment Television من بطولة تيجاسوي براكاش وروهيت سوشانتي. هذا المسلسل يتعرض للكثير من الانتقادات في الهند بسبب قصته المختلفة وتطرقه لموضوع زواج الشباب من نساء يكبرونهم سنا وما يمكن أن يترتب عن هذا الزواج من مشاكل ورفض من الأهل والمحيطين، كما أن المسلسل يعد تكملة أو جزء ثاني من مسلسل Pehredaar Piya Ki «حامية زوجي» والذي بدوره أثار جدلاً واسعاً هناك منذ عرض حلقاته الأولى إلى أن تم إيقاف عرضه رسمياً بداعي أنه يشجع على زواج القاصرين وأيضاً يأثر بشكل سلبي على عقول الأطفال بسبب أحداثه التي تدور حول طفل في التاسعة من عمره يعجب بصبية في الثامنة عشرة من عمرها ويتزوجها وهذا ما لم يتقبله الكثير من المتابعين والناشطين الاجتماعيين فتم إيقاف المسلسل نهائياً، ليعود نفس الممثلون بنفس الأدوار لكن بدون الطفل الذي تحول إلى شاب في ربيعه الواحد والعشرين بعنوان جديد هو Rishta Likhenge Hum Naya.

## قصة المسلسل
يحكي المسلسل عن أميرة راجبوتية تدعى ديا والتي تعد الملك مان سينغ الذي هو صديق لوالدها وتعتبره كأب لها كما أنه أنقذ حياتها عندما كانت صغيرة لذى هي دائما تردد أنها مدينة له بحياتها، الأميرة ذات الثامنة عشر ربيعا أعطت الملك قبل وفاته وعدا بأن تكرس حياتها لحماية إبنه الأمير رتان الذي لم يتجاوز حينها التاسعة من عمره وهو محاط بأعداء كثر من عائلته يريدون قتله للاستيلاء على العرش لذا والده «الملك مان سينغ» منح «ديا» حق الوصاية عليه حتى يصبح عمره واحدا وعشرين سنة.
الأميرة ديا اضطرت للتضحية باحلامها وعائلتها وحتى بحبها حيث أنها كانت مخطوبة وعلى وشك الزواج وقتها، كل هذا لتستطيع الوفاء بوعدها وحماية الأمير الصغير إلى أن يصبح قادرا على تحمل جميع مسؤولياته كملك لقصر محل.
«ديا» أبعدت الأمير الصغير عن عائلته ولم تخبر أحدا بمكانه رغم محاولتهم معرفة المكان لتبعد الخطر عنه، وحاولة معرفة من من العائلة متورط في قتل والدي «راتان» ويحاول التخلص منه أيضا لكن بدون جدوى
بعد مرور إثني عشرة عاما "ديا وجدت بالصدفة بطاقة ذاكرة تحوي مقطع فيديو لشخص مجهول يذكرها بأنه حان وقت عودة "الأمير راتان" لتسلم مسؤولياته ويتحداها أن تستطيع حمايته من الموت الذي ينتظره، و «ديا» بكل ثقة تقبل التحدي وتذهب وتخبر العائلة بأن الحاكم عائد وسيحتفل معهم بالعيد.
«ديا» تشرف على كل الترتيبات الأمنية لاستقبال «الحاكم الشاب» بمساعدة ياش ذراعها اليمين ومحل ثقتها والذي هو أيضا ضابط شرطة. «ياش» هو حفيد عمة «راتان» الملكة الصغرى التي يعتبرها «راتان» كأمه بينما تعتبرها «ديا» المتهمة الأولى من بين العائلة،
تنتشر الأخبار بأن «الحاكم الشاب» قد عاد لتبدأ المؤامرات «بقصر محل» وأول تلك المؤامرات كانت من بريا والدة «ياش» التي استأجرت قاتلا محترفا للتخلص من «راتان» الذي تعتبر أنه لا يستحق أن يكون ملكا وأن إبنها «ياش» أولى منه بالعرش، كما أن هناك شخصين آخرين يريدان قتل «الحاكم رتان» لكن «ديا» و «ياش» أفشلا كل المحاولات الغادرة لقتله، لتأتي «ديا» وتخبر العائلة أن «الحاكم» لم يعد بعد وأن هذا كان مجرد اختبار منها لهم لتعرف ماذا سيحدث إن عاد وأنه بأمان حيث هو الآن وتقرر ألا تتركه يعود قبل كشف المتآمرين عليه والتخلص منهم لكن راتان يقرر العودة فجأة دون إخبار أحد لتبدأ رحلة الحماية والمكائد وكشف الأسرار وأيضاً الحب بين ديا و راتان.

## طاقم العمل
- تيجاسوي براكاش بدور ديا ساجان سينغ/

الملكة ديا راتان سينغ
- روهيت سوشانتي بدور الملك راتان مان سينغ
- بونييت شارما بدور ياش راغو سينغ (ابتداء من 12 أبريل 2018)
- غاريما باريهار بدور موهانا ياش سينغ
- جيتين لالوالي بدور بافان سينغ (الملك الأصغر)
- أديتي ديشباندي بدور سوشما بافان سينغ (الملكة الصغرى)
- أدارش غوتام[2] بدور ساجان سينغ (والد ديا)
- أنجالي غوبتا بدور جيوتي ساجان سينغ (والدة ديا)
- كيشوري شاهان بدور الملكة بادما سينغ (والدة راتان)《توفيت》
- خالد صديقي بدور الملك مان سينغ (والد راتان)《توفي》
- أشيش كول[3] بدور راغو سينغ (والد ياش)《توفي》
- غوري سينغ بدور بريا راغو سينغ (والدة ياش)
- مينو بانشال بدور ساكشي موهاك سينغ
- أشير باردواج بدور موهاك براتاب سينغ
- كاستوري بينيرجي بدور نيتيا (أخت بافان ووالدة أيوش)
- مانيشا ساكسينا بدور إيشا (أخت ديا وزجة أيوش)
- فارون جاين بدور أيوش
- سوياش راي[4] بدور آبهاي سينغ راثور (خطيب ديا السابق)
- كيشوار ميرشانت راي بدور أربيتا سينغ راثور (أخت آبهاي ووالدة موهانا)
- أورفاشي شارما بدور ميثي (صديقة راتان من الطفولة)
- رافجيت سينغ بدور دوبي (سيدعي أنه راتان مان سينغ الأصلي بمساعدة ميثي)

### المنسحبون
- سيدهارث شيفبوري بدور ياش راغو سينغ